# Morpho rhodopteron
Espèce
Morpho rhodopteron est une espèce de Lépidoptère de la famille des Nymphalidés et du genre Morpho.

## Dénomination
Morpho rhodopteron a été décrit par Frederick DuCane Godman et Osbert Salvin en 1880.
Synonymes : Morpho (Cytheritis) schultzei Le Moult & Réal, 1962.

## Description
Morpho rhodopteron est le plus petit papillon du genre Morpho avec une envergure autour de 75 mm, au dessus de couleur beige clair irisé et suffusé de violet plus ou moins intense
Le revers est orné d'un gros ocelle à l'apex des antérieures et de trois ocelles en ligne aux ailes postérieures.

## Écologie et distribution
Morpho rhodopteron est présent en Colombie dans la sierra nevada de Santa Marta.

### Biotope
Morpho rhodopteron réside dans la forêt à une altitude autour de 1 500 m, là où poussent des bambous.

### Protection
Pas de statut de protection particulier